# Château de Pontebosio
Le château de Pontebosio (en italien : Castello di Pontebosio), est un ancien château situé dans le village de Pontebosio, une frazione de la commune de Licciana Nardi, dans la province de Massa-Carrara en Toscane,.
Il est situé dans la région historique de la Lunigiana, sur la rive gauche du torrent Taverone. Il a appartenu à l'une des branches de la Malaspina dello Spino Fiorito.

## Historique
Le petit village de Pontebosio se trouve au pied de la ville de Licciana Nardi. Le château protégeait un pont important pour le passage des marchandises. Au XVIe siècle, la famille Malaspina de Podenzana y construit une grande résidence fortifiée. Elle y réside jusqu'à la suppression des fiefs Malaspina en 1797.
Puis le château connait un lent déclin dès que le duc François IV de Modène en devient propriétaire. Le château subit aussi des dégâts après le tremblement de terre de 1920.
Le château a repris vie après avoir été transformé en hôtel de luxe en septembre 2017, grâce à la recherche et à l'utilisation de meubles d'époque du monde entier et de fresques inspirées de l'époque.
Le château de Pontibosio fait partie du patrimoine culturel italien.